# 奧利佛·迪森
奧利佛·迪森（1811年10月20日—1888年12月21日），美國商人，奧利佛·迪森公司（Oliver Ditson & Co.）創辦人。該機構為美國19世紀晚期重要的音樂出版公司，亦是美國樂譜出版業的先驅。

## 生平
奧利佛·迪森出生於波士顿，其遠祖來自蘇格蘭。他幼時的住處距離保羅·里維爾的住所不遠。
1823年，自小學畢業後，成為Samuel Hale Parker書店的僱員，但他很快便離開了這份工作，轉而學習印刷技術。1834年，23歲的迪森成立了「帕克與迪森」（Parker & Ditson），專事音樂書籍的買賣。1840年，更名為「奧利佛·迪森」，改為獨資經營。
1858年，收購了音樂期刊Dwight's Journal。
1888年12月21日逝世。

## 奧利佛·迪森公司
奧利佛·迪森公司是海顿《創世紀》美國首版的出版商。此外他們也印行了通俗歌曲《聖誕鈴聲》的初版樂譜。美國內戰期間，發行了《共和國戰歌》等「愛國歌曲」。
1931年，奧利佛·迪森公司由Theodore Presser Co.所收購。

### 出版品節選
- Levina Buoncuore Urbino. Biographical sketches of eminent musical composers. Boston: Oliver Ditson, 1876 Internet Archive
- Compositions for rhythm band by author and music educator J. Lilian Vandevere.

## 迪森指揮獎
1945年設立的迪森指揮獎（Ditson Conductor's Award）旨在推廣美國作品的演出活動，獎項由哥伦比亚大学的「艾莉絲·M·迪森獎學金」支持，獎金在1999年調升至5,000美元。
艾莉絲·M·迪森（Alice M. Ditson）是奧利佛·迪森的媳婦，其夫即奧利佛之子查爾斯·悉利（Charles Healy Ditson）。她於1940年4月30日逝世，其遺囑將400,000美元贈與哥伦比亚大学，用於「對音樂家的鼓勵與協助」。

### 知名得主
- 利奥波德·斯托科夫斯基，1952年
- 伦纳德·伯恩斯坦，1958年
- 弗雷德里克·芬奈爾，1969年
- 斯坦尼斯瓦夫·斯克罗瓦切夫斯基，1973年
- 多拉蒂·安塔尔，1975年
- 尤金·奥曼迪，1977年
- 姆斯季斯拉夫·罗斯特罗波维奇，1990年
- 赫伯特·布隆斯泰特，1992年
- 邁可·提爾森·湯瑪斯，1993年
- 大卫·津曼，1997年
- 克里斯托夫·冯·多赫南伊，1999年
- 詹姆斯·德普雷斯特，2000年
- 大衛·羅伯森，2006年
- 詹姆斯·莱文，2009年
- 奥斯莫·万斯凯，2010年
- 阿倫·基爾伯特，2011年
- 馬林·阿爾索普，2017年
- 奧利佛·克努森，2018年

## 多媒體

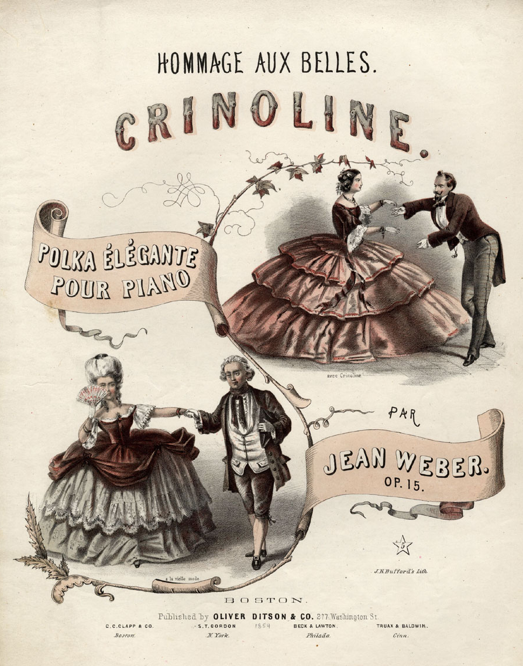
方塊舞"Les Hussards"樂譜，Charles A. White作品，1854年出版
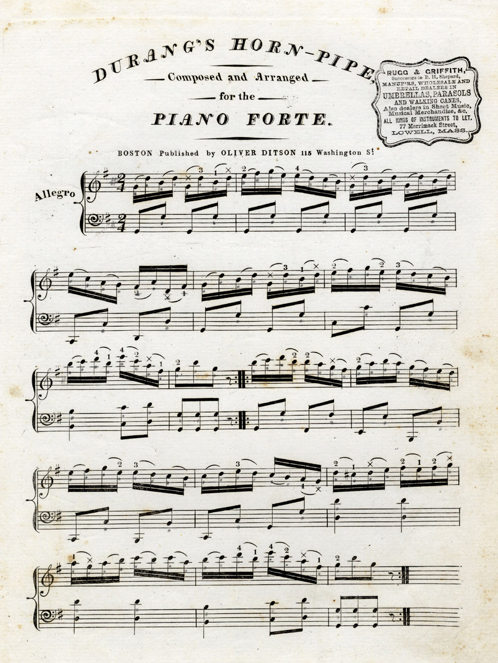
Horn Pipe，John Durang作品
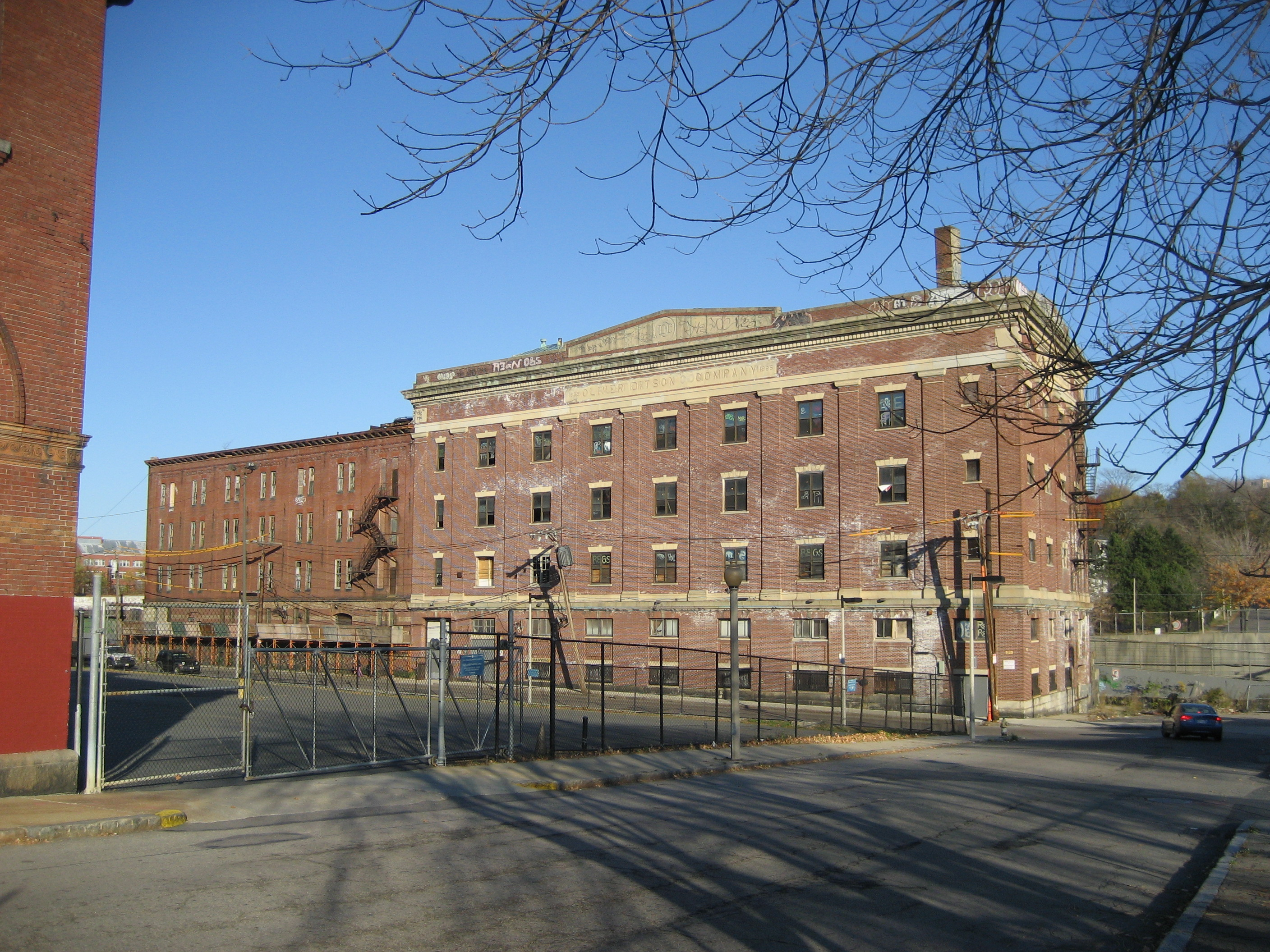
奧利佛·迪森公司舊時所在，位於166 Terrace Street, Roxbury, Massachusetts。該建築後來被拆除，改建為豪華公寓

## 外部連結
- 奧利佛·迪森的免费乐谱，由国际乐谱典藏计划提供
- 迪森指揮獎 （页面存档备份，存于）

1. ↑  "Oliver Lofts: Mayor Menino Joins Mission Hill Community to Celebrate New Housing in Renovated Mill Buildings" （页面存档备份，存于）, City of Boston press release, 2010-03-29.
2. ↑  .   [2021-06-17]. （原始内容存档于2021-02-28）.
3. ↑  "Highland Spring Brewery/Oliver Ditson Co. 148-168 Terrace Street Mission Hill (Boston)" （页面存档备份，存于）, historicboston.org